# Wereldkampioenschappen beachvolleybal 2019 (mannen)
Het mannentoernooi van de wereldkampioenschappen beachvolleybal 2019 in Hamburg vond plaats van 28 juni tot en met 7 juli. De Russen Oleg Stojanovski en Vjatsjeslav Krasilnikov wonnen de wereldtitel ten koste van de Duitsers Julius Thole en Clemens Wickler. Het Noorse duo Anders Mol en Christian Sørum behaalde de bronzen medaille door het Amerikaanse tweetal Tri Bourne en Trevor Crabb in de troostfinale te verslaan.

## Groepsfase
|  | Direct naar laatste 32 |
|  | Naar tussenronde       |

### Groep A
| # | Ploeg                  | Punten | Wedstrijden | Wedstrijden | Spelpunten | Spelpunten | Spelpunten | Sets | Sets | Sets  |
| # | Ploeg                  | Punten | W           | V           | W          | V          | Ratio      | W    | V    | Ratio |
| - | ---------------------- | ------ | ----------- | ----------- | ---------- | ---------- | ---------- | ---- | ---- | ----- |
| 1 | Mol / Sørum            | 6      | 3           | 0           | 126        | 87         | 1,448      | 6    | 0    | MAX   |
| 2 | Solberg / Vitor Felipe | 5      | 2           | 1           | 113        | 104        | 1,087      | 4    | 2    | 2,000 |
| 3 | Erdmann / Winter       | 4      | 1           | 2           | 111        | 123        | 0,902      | 2    | 4    | 0,500 |
| 4 | González / Reyes       | 3      | 0           | 3           | 91         | 127        | 0,717      | 0    | 6    | 0,000 |

| Datum   |                        | Score |                        | Set 1   | Set 2   | Set 3 |
| ------- | ---------------------- | ----- | ---------------------- | ------- | ------- | ----- |
| 28 juni | Mol / Sørum            | 2 – 0 | González / Reyes       | 21 – 10 | 21 – 14 |       |
| 28 juni | Solberg / Vitor Felipe | 2 – 0 | Erdmann / Winter       | 21 – 18 | 21 – 16 |       |
| 30 juni | Mol / Sørum            | 2 – 0 | Erdmann / Winter       | 21 – 18 | 21 – 16 |       |
| 30 juni | Solberg / Vitor Felipe | 2 – 0 | González / Reyes       | 21 – 12 | 21 – 16 |       |
| 2 juli  | Mol / Sørum            | 2 – 0 | Solberg / Vitor Felipe | 21 – 14 | 21 – 15 |       |
| 2 juli  | Erdmann / Winter       | 2 – 0 | González / Reyes       | 21 – 19 | 22 – 20 |       |

### Groep B
| # | Ploeg             | Punten | Wedstrijden | Wedstrijden | Spelpunten | Spelpunten | Spelpunten | Sets | Sets | Sets  |
| # | Ploeg             | Punten | W           | V           | W          | V          | Ratio      | W    | V    | Ratio |
| - | ----------------- | ------ | ----------- | ----------- | ---------- | ---------- | ---------- | ---- | ---- | ----- |
| 1 | Fijałek / Bryl    | 6      | 3           | 0           | 153        | 135        | 1,133      | 6    | 2    | 3,000 |
| 2 | Pļaviņš / Točs    | 5      | 2           | 1           | 141        | 120        | 1,175      | 5    | 2    | 2,500 |
| 3 | Bergmann / Harms  | 4      | 1           | 2           | 124        | 126        | 0,984      | 3    | 4    | 0,750 |
| 4 | Abicha / Elgraoui | 3      | 0           | 3           | 89         | 126        | 0,706      | 0    | 6    | 0,000 |

| Datum   |                  | Score |                   | Set 1   | Set 2   | Set 3   |
| ------- | ---------------- | ----- | ----------------- | ------- | ------- | ------- |
| 28 juni | Fijałek / Bryl   | 2 – 0 | Abicha / Elgraoui | 21 – 15 | 21 – 16 |         |
| 28 juni | Pļaviņš / Točs   | 2 – 0 | Bergmann / Harms  | 21 – 19 | 21 – 16 |         |
| 30 juni | Fijałek / Bryl   | 2 – 1 | Bergmann / Harms  | 21 – 17 | 16 – 21 | 15 – 9  |
| 30 juni | Pļaviņš / Točs   | 2 – 0 | Abicha / Elgraoui | 21 – 11 | 21 – 15 |         |
| 2 juli  | Fijałek / Bryl   | 2 – 1 | Pļaviņš / Točs    | 21 – 18 | 18 – 21 | 20 – 18 |
| 2 juli  | Bergmann / Harms | 2 – 0 | Abicha / Elgraoui | 21 – 16 | 21 – 16 |         |

### Groep C
| # | Ploeg                     | Punten | Wedstrijden | Wedstrijden | Spelpunten | Spelpunten | Spelpunten | Sets | Sets | Sets  |
| # | Ploeg                     | Punten | W           | V           | W          | V          | Ratio      | W    | V    | Ratio |
| - | ------------------------- | ------ | ----------- | ----------- | ---------- | ---------- | ---------- | ---- | ---- | ----- |
| 1 | Stojanovski / Krasilnikov | 6      | 3           | 0           | 129        | 90         | 1,433      | 6    | 0    | MAX   |
| 2 | Doppler / Horst           | 5      | 2           | 1           | 117        | 107        | 1,094      | 4    | 2    | 2,000 |
| 3 | Ranghieri / Caminati      | 4      | 1           | 2           | 109        | 116        | 0,940      | 2    | 4    | 0,500 |
| 4 | Gottsu / Ageba            | 3      | 0           | 3           | 84         | 126        | 0,667      | 0    | 6    | 0,000 |

| Datum   |                           | Score |                      | Set 1   | Set 2   | Set 3 |
| ------- | ------------------------- | ----- | -------------------- | ------- | ------- | ----- |
| 28 juni | Stojanovksi / Krasilnikov | 2 – 0 | Gottsu / Ageba       | 21 – 10 | 21 – 13 |       |
| 28 juni | Doppler / Horst           | 2 – 0 | Ranghieri / Caminati | 21 – 18 | 21 – 15 |       |
| 29 juni | Stojanovksi / Krasilnikov | 2 – 0 | Ranghieri / Caminati | 21 – 16 | 21 – 18 |       |
| 29 juni | Doppler / Horst           | 2 – 0 | Gottsu / Ageba       | 21 – 12 | 21 – 17 |       |
| 1 juli  | Stojanovksi / Krasilnikov | 2 – 0 | Doppler / Horst      | 24 – 22 | 21 – 11 |       |
| 1 juli  | Ranghieri / Caminati      | 2 – 0 | Gottsu / Ageba       | 21 – 15 | 21 – 17 |       |

### Groep D
| # | Ploeg                   | Punten | Wedstrijden | Wedstrijden | Spelpunten | Spelpunten | Spelpunten | Sets | Sets | Sets  |
| # | Ploeg                   | Punten | W           | V           | W          | V          | Ratio      | W    | V    | Ratio |
| - | ----------------------- | ------ | ----------- | ----------- | ---------- | ---------- | ---------- | ---- | ---- | ----- |
| 1 | Cherif / Tijan          | 6      | 3           | 0           | 157        | 131        | 1,199      | 6    | 2    | 3,000 |
| 2 | Rossi / Carambula       | 5      | 2           | 1           | 150        | 146        | 1,027      | 5    | 3    | 1,667 |
| 3 | Perušič / Schweiner     | 4      | 1           | 2           | 130        | 129        | 1,008      | 3    | 4    | 0,750 |
| 4 | Koekelkoren / van Walle | 3      | 0           | 3           | 109        | 140        | 0,779      | 1    | 6    | 0,167 |

| Datum   |                         | Score |                         | Set 1   | Set 2   | Set 3   |
| ------- | ----------------------- | ----- | ----------------------- | ------- | ------- | ------- |
| 28 juni | Cherif / Tijan          | 2 – 1 | Rossi / Carambula       | 19 – 21 | 21 – 14 | 18 – 16 |
| 28 juni | Koekelkoren / van Walle | 0 – 2 | Perušič / Schweiner     | 18 – 21 | 11 – 21 |         |
| 29 juni | Cherif / Tijan          | 2 – 1 | Perušič / Schweiner     | 18 – 21 | 21 – 13 | 18 – 16 |
| 29 juni | Koekelkoren / van Walle | 1 – 2 | Rossi / Carambula       | 22 – 20 | 18 – 21 | 10 – 15 |
| 1 juli  | Cherif / Tijan          | 2 – 0 | Koekelkoren / van Walle | 21 – 15 | 21 – 15 |         |
| 1 juli  | Perušič / Schweiner     | 0 – 2 | Rossi / Carambula       | 18 – 21 | 20 – 22 |         |

### Groep E
| # | Ploeg                 | Punten | Wedstrijden | Wedstrijden | Spelpunten | Spelpunten | Spelpunten | Sets | Sets | Sets  |
| # | Ploeg                 | Punten | W           | V           | W          | V          | Ratio      | W    | V    | Ratio |
| - | --------------------- | ------ | ----------- | ----------- | ---------- | ---------- | ---------- | ---- | ---- | ----- |
| 1 | Alison / Álvaro Filho | 6      | 3           | 0           | 144        | 113        | 1,274      | 6    | 1    | 6,000 |
| 2 | Allen / Slick         | 5      | 2           | 1           | 143        | 137        | 1,044      | 5    | 3    | 1,667 |
| 3 | Semjonov / Lesjoekov  | 4      | 1           | 2           | 143        | 131        | 1,092      | 3    | 4    | 0,750 |
| 4 | Tamer / Mahmoud       | 3      | 0           | 3           | 77         | 126        | 0,611      | 0    | 6    | 0,000 |

| Datum   |                       | Score |                       | Set 1   | Set 2   | Set 3   |
| ------- | --------------------- | ----- | --------------------- | ------- | ------- | ------- |
| 28 juni | Semjonov / Lesjoekov  | 2 – 0 | Tamer / Mahmoud       | 21 – 15 | 21 – 14 |         |
| 28 juni | Alison / Álvaro Filho | 2 – 1 | Allen / Slick         | 19 – 21 | 21 – 15 | 15 – 10 |
| 30 juni | Semjonov / Lesjoekov  | 1 – 2 | Allen / Slick         | 21 – 13 | 25 – 27 | 12 – 15 |
| 30 juni | Alison / Álvaro Filho | 2 – 0 | Tamer / Mahmoud       | 21 – 16 | 21 – 8  |         |
| 2 juli  | Semjonov / Lesjoekov  | 0 – 2 | Alison / Álvaro Filho | 24 – 26 | 19 – 21 |         |
| 2 juli  | Allen / Slick         | 2 – 0 | Tamer / Mahmoud       | 21 – 13 | 21 – 11 |         |

### Groep F
| # | Ploeg               | Punten | Wedstrijden | Wedstrijden | Spelpunten | Spelpunten | Spelpunten | Sets | Sets | Sets  |
| # | Ploeg               | Punten | W           | V           | W          | V          | Ratio      | W    | V    | Ratio |
| - | ------------------- | ------ | ----------- | ----------- | ---------- | ---------- | ---------- | ---- | ---- | ----- |
| 1 | Saxton / O’Gorman   | 5      | 2           | 1           | 135        | 125        | 1,080      | 5    | 2    | 2,500 |
| 2 | Brouwer / Meeuwsen  | 5      | 2           | 1           | 138        | 128        | 1,078      | 4    | 3    | 1,333 |
| 3 | Dalhausser / Lucena | 4      | 1           | 2           | 111        | 111        | 1,000      | 2    | 4    | 0,500 |
| 4 | Azaad / Capogrosso  | 4      | 1           | 2           | 103        | 123        | 0,837      | 2    | 4    | 0,500 |

| Datum   |                     | Score |                    | Set 1   | Set 2   | Set 3  |
| ------- | ------------------- | ----- | ------------------ | ------- | ------- | ------ |
| 28 juni | Dalhausser / Lucena | 2 – 0 | Azaad / Capogrosso | 21 – 14 | 21 – 13 |        |
| 28 juni | Brouwer / Meeuwsen  | 2 – 1 | Saxton / O'Gorman  | 23 – 21 | 19 – 21 | 15 – 9 |
| 30 juni | Dalhausser / Lucena | 0 – 2 | Saxton / O'Gorman  | 16 – 21 | 19 – 21 |        |
| 30 juni | Brouwer / Meeuwsen  | 0 – 2 | Azaad / Capogrosso | 20 – 22 | 19 – 21 |        |
| 2 juli  | Dalhausser / Lucena | 0 – 2 | Brouwer / Meeuwsen | 19 – 21 | 15 – 21 |        |
| 2 juli  | Saxton / O'Gorman   | 2 – 0 | Azaad / Capogrosso | 21 – 14 | 21 – 19 |        |

### Groep G
| # | Ploeg                  | Punten | Wedstrijden | Wedstrijden | Spelpunten | Spelpunten | Spelpunten | Sets | Sets | Sets  |
| # | Ploeg                  | Punten | W           | V           | W          | V          | Ratio      | W    | V    | Ratio |
| - | ---------------------- | ------ | ----------- | ----------- | ---------- | ---------- | ---------- | ---- | ---- | ----- |
| 1 | Kantor / Łosiak        | 6      | 3           | 0           | 128        | 98         | 1,306      | 6    | 0    | MAX   |
| 2 | Gibb / Crabb           | 5      | 2           | 1           | 120        | 101        | 1,188      | 4    | 2    | 2,000 |
| 3 | Vieyto / Cairus        | 4      | 1           | 2           | 116        | 134        | 0,866      | 2    | 5    | 0,400 |
| 4 | Choedjakov / Velitsjko | 3      | 0           | 3           | 110        | 141        | 0,780      | 1    | 6    | 0,167 |

| Datum   |                        | Score |                        | Set 1   | Set 2   | Set 3   |
| ------- | ---------------------- | ----- | ---------------------- | ------- | ------- | ------- |
| 29 juni | Gibb / Crabb           | 2 – 0 | Vieyto / Cairus        | 21 – 17 | 21 – 13 |         |
| 29 juni | Kantor / Łosiak        | 2 – 0 | Choedjakov / Velitsjko | 21 – 10 | 23 – 21 |         |
| 30 juni | Gibb / Crabb           | 2 – 0 | Choedjakov / Velitsjko | 21 – 15 | 21 – 14 |         |
| 30 juni | Kantor / Łosiak        | 2 – 0 | Vieyto / Cairus        | 21 – 16 | 21 – 15 |         |
| 2 juli  | Gibb / Crabb           | 0 – 2 | Kantor / Łosiak        | 17 – 21 | 19 – 21 |         |
| 2 juli  | Choedjakov / Velitsjko | 1 – 2 | Vieyto / Cairus        | 21 – 19 | 16 – 21 | 13 – 15 |

### Groep H
| # | Ploeg          | Punten | Wedstrijden | Wedstrijden | Spelpunten | Spelpunten | Spelpunten | Sets | Sets | Sets  |
| # | Ploeg          | Punten | W           | V           | W          | V          | Ratio      | W    | V    | Ratio |
| - | -------------- | ------ | ----------- | ----------- | ---------- | ---------- | ---------- | ---- | ---- | ----- |
| 1 | Nicolai / Lupo | 6      | 3           | 0           | 140        | 100        | 1,400      | 6    | 1    | 6,000 |
| 2 | André / George | 5      | 2           | 1           | 148        | 134        | 1,105      | 5    | 3    | 1,667 |
| 3 | Seidl / Waller | 4      | 1           | 2           | 124        | 119        | 1,042      | 3    | 4    | 0,750 |
| 4 | Soares / Nguvo | 3      | 0           | 3           | 67         | 126        | 0,532      | 0    | 6    | 0,000 |

| Datum   |                | Score |                | Set 1   | Set 2   | Set 3   |
| ------- | -------------- | ----- | -------------- | ------- | ------- | ------- |
| 29 juni | Nicolai / Lupo | 2 – 0 | Soares / Nguvo | 21 – 12 | 21 – 4  |         |
| 29 juni | André / George | 2 – 1 | Seidl / Waller | 21 – 19 | 13 – 21 | 16 – 14 |
| 30 juni | Nicolai / Lupo | 2 – 0 | Seidl / Waller | 21 – 15 | 21 – 13 |         |
| 30 juni | André / George | 2 – 0 | Soares / Nguvo | 21 – 13 | 21 – 11 |         |
| 3 juli  | Nicolai / Lupo | 2 – 1 | André / George | 25 – 23 | 16 – 21 | 15 – 12 |
| 3 juli  | Seidl / Waller | 2 – 0 | Soares / Nguvo | 21 – 15 | 21 – 12 |         |

### Groep I
| # | Ploeg                   | Punten | Wedstrijden | Wedstrijden | Spelpunten | Spelpunten | Spelpunten | Sets | Sets | Sets  |
| # | Ploeg                   | Punten | W           | V           | W          | V          | Ratio      | W    | V    | Ratio |
| - | ----------------------- | ------ | ----------- | ----------- | ---------- | ---------- | ---------- | ---- | ---- | ----- |
| 1 | Evandro / Bruno Schmidt | 6      | 3           | 0           | 142        | 100        | 1,420      | 6    | 1    | 6,000 |
| 2 | Herrera / Gavira        | 5      | 2           | 1           | 116        | 120        | 0,967      | 4    | 2    | 2,000 |
| 3 | Durant / Schumann       | 4      | 1           | 2           | 131        | 129        | 1,016      | 3    | 4    | 0,750 |
| 4 | Tigrito / Charly        | 3      | 0           | 3           | 91         | 131        | 0,695      | 0    | 6    | 0,000 |

| Datum   |                         | Score |                         | Set 1   | Set 2   | Set 3   |
| ------- | ----------------------- | ----- | ----------------------- | ------- | ------- | ------- |
| 29 juni | Herrera / Gavira        | 2 – 0 | Tigrito / Charly        | 21 – 17 | 26 – 24 |         |
| 29 juni | Evandro / Bruno Schmidt | 2 – 1 | Durant / Schumann       | 19 – 21 | 21 – 15 | 18 – 16 |
| 1 juli  | Herrera / Gavira        | 2 – 0 | Durant / Schumann       | 21 – 18 | 21 – 19 |         |
| 1 juli  | Evandro / Bruno Schmidt | 2 – 0 | Tigrito / Charly        | 21 – 9  | 21 – 12 |         |
| 3 juli  | Herrera / Gavira        | 0 – 2 | Evandro / Bruno Schmidt | 11 – 21 | 16 – 21 |         |
| 3 juli  | Durant / Schumann       | 2 – 0 | Tigrito / Charly        | 21 – 10 | 21 – 19 |         |

### Groep J
| # | Ploeg              | Punten | Wedstrijden | Wedstrijden | Spelpunten | Spelpunten | Spelpunten | Sets | Sets | Sets  |
| # | Ploeg              | Punten | W           | V           | W          | V          | Ratio      | W    | V    | Ratio |
| - | ------------------ | ------ | ----------- | ----------- | ---------- | ---------- | ---------- | ---- | ---- | ----- |
| 1 | Ehlers / Flüggen   | 5      | 2           | 1           | 121        | 108        | 1,120      | 4    | 2    | 2,000 |
| 2 | Ljamin / Myskiv    | 5      | 2           | 1           | 123        | 112        | 1,098      | 4    | 2    | 2,000 |
| 3 | Ontiveros / Virgen | 4      | 1           | 2           | 122        | 129        | 0,946      | 3    | 4    | 0,750 |
| 4 | Grimalt / Grimalt  | 4      | 1           | 2           | 110        | 127        | 0,866      | 2    | 5    | 0,400 |

| Datum   |                    | Score |                    | Set 1   | Set 2   | Set 3   |
| ------- | ------------------ | ----- | ------------------ | ------- | ------- | ------- |
| 29 juni | Grimalt / Grimalt  | 0 – 2 | Ehlers / Flüggen   | 17 – 21 | 14 – 21 |         |
| 29 juni | Ljamin / Myskiv    | 0 – 2 | Ontiveros / Virgen | 18 – 21 | 21 – 23 |         |
| 1 juli  | Grimalt / Grimalt  | 2 – 1 | Ontiveros / Virgen | 21 – 12 | 11 – 21 | 15 – 10 |
| 1 juli  | Ljamin / Myskiv    | 2 – 0 | Ehlers / Flüggen   | 21 – 17 | 21 – 19 |         |
| 3 juli  | Grimalt / Grimalt  | 0 – 2 | Ljamin / Myskiv    | 19 – 21 | 13 – 21 |         |
| 3 juli  | Ontiveros / Virgen | 0 – 2 | Ehlers / Flüggen   | 20 – 22 | 15 – 21 |         |

### Groep K
| # | Ploeg               | Punten | Wedstrijden | Wedstrijden | Spelpunten | Spelpunten | Spelpunten | Sets | Sets | Sets  |
| # | Ploeg               | Punten | W           | V           | W          | V          | Ratio      | W    | V    | Ratio |
| - | ------------------- | ------ | ----------- | ----------- | ---------- | ---------- | ---------- | ---- | ---- | ----- |
| 1 | Heidrich / Gerson   | 5      | 2           | 1           | 126        | 110        | 1,146      | 4    | 2    | 2,000 |
| 2 | Samoilovs / Šmēdiņš | 5      | 2           | 1           | 129        | 117        | 1,103      | 4    | 2    | 2,000 |
| 3 | Pedlow / Schachter  | 5      | 2           | 1           | 124        | 115        | 1,078      | 4    | 2    | 2,000 |
| 4 | Zavala / Lammel     | 3      | 0           | 3           | 89         | 126        | 0,706      | 0    | 6    | 0,000 |

| Datum   |                     | Score |                    | Set 1   | Set 2   | Set 3 |
| ------- | ------------------- | ----- | ------------------ | ------- | ------- | ----- |
| 29 juni | Samoilovs / Šmēdiņš | 2 – 0 | Zavala / Lammel    | 21 – 15 | 21 – 15 |       |
| 29 juni | Pedlow / Schachter  | 0 – 2 | Heidrich / Gerson  | 19 – 21 | 18 – 21 |       |
| 1 juli  | Samoilovs / Šmēdiņš | 2 – 0 | Heidrich / Gerson  | 21 – 19 | 25 – 23 |       |
| 1 juli  | Pedlow / Schachter  | 2 – 0 | Zavala / Lammel    | 21 – 17 | 21 – 15 |       |
| 3 juli  | Samoilovs / Šmēdiņš | 0 – 2 | Pedlow / Schachter | 19 – 21 | 22 – 24 |       |
| 3 juli  | Heidrich / Gerson   | 2 – 0 | Zavala / Lammel    | 21 – 16 | 21 – 11 |       |

### Groep L
| # | Ploeg              | Punten | Wedstrijden | Wedstrijden | Spelpunten | Spelpunten | Spelpunten | Sets | Sets | Sets  |
| # | Ploeg              | Punten | W           | V           | W          | V          | Ratio      | W    | V    | Ratio |
| - | ------------------ | ------ | ----------- | ----------- | ---------- | ---------- | ---------- | ---- | ---- | ----- |
| 1 | Thole / Wickler    | 6      | 3           | 0           | 127        | 96         | 1,323      | 6    | 0    | MAX   |
| 2 | Bourne / Crabb     | 5      | 2           | 1           | 124        | 110        | 1,27       | 4    | 3    | 1,333 |
| 3 | Salemi / Vakili    | 4      | 1           | 2           | 126        | 113        | 1,115      | 3    | 4    | 0,750 |
| 4 | Kavalo / Ntagengwa | 3      | 0           | 3           | 68         | 126        | 0,540      | 0    | 6    | 0,000 |

| Datum   |                 | Score |                    | Set 1   | Set 2   | Set 3  |
| ------- | --------------- | ----- | ------------------ | ------- | ------- | ------ |
| 29 juni | Thole / Wickler | 2 – 0 | Kavalo / Ntagengwa | 21 – 10 | 21 – 15 |        |
| 29 juni | Bourne / Crabb  | 2 – 1 | Salemi / Vakili    | 13 – 21 | 21 – 16 | 15 – 9 |
| 1 juli  | Thole / Wickler | 2 – 0 | Salemi / Vakili    | 21 – 18 | 22 – 20 |        |
| 1 juli  | Bourne / Crabb  | 2 – 0 | Kavalo / Ntagengwa | 21 – 13 | 21 – 9  |        |
| 2 juli  | Thole / Wickler | 2 – 0 | Bourne / Crabb     | 21 – 16 | 21 – 17 |        |
| 2 juli  | Salemi / Vakili | 2 – 0 | Kavalo / Ntagengwa | 21 – 10 | 21 – 11 |        |

### Tussenronde
| Datum  |                     | Score |                      | Set 1   | Set 2   | Set 3   |
| ------ | ------------------- | ----- | -------------------- | ------- | ------- | ------- |
| 3 juli | Durant / Schumann   | 2 – 1 | Vieyto / Cairus      | 21 – 23 | 21 – 19 | 15 – 11 |
| 3 juli | Perušič / Schweiner | 2 – 0 | Erdmann / Winter     | 26 – 24 | 21 – 14 |         |
| 3 juli | Bergmann / Harms    | 2 – 0 | Ranghieri / Caminati | 21 – 19 | 21 – 16 |         |
| 3 juli | Ontiveros / Virgen  | 0 – 2 | Dalhausser / Lucena  | 15 – 21 | 17 – 21 |         |

## Knockoutfase

### Finales
| Finale |                           |    |    |    |
|        |                           |    |    |    |
| 12     | Thole / Wickler           | 21 | 17 | 11 |
| 3      | Stojanovski / Krasilnikov | 19 | 21 | 15 |

| Troostfinale |                |    |    |    |
|              |                |    |    |    |
| 1            | Mol / Sørum    | 19 | 21 | 15 |
| 13           | Bourne / Crabb | 21 | 15 | 10 |

### Bovenste helft
| Zestiende finale | Zestiende finale        | Zestiende finale | Zestiende finale | Zestiende finale |  |    | Achtste finale      | Achtste finale        | Achtste finale | Achtste finale | Achtste finale |  |  | Kwartfinale | Kwartfinale         | Kwartfinale | Kwartfinale | Kwartfinale |  |  | Halve finale | Halve finale    | Halve finale | Halve finale | Halve finale |
|                  |                         |                  |                  |                  |  |    |                     |                       |                |                |                |  |  |             |                     |             |             |             |  |  |              |                 |              |              |              |
| 1                | Mol / Sørum             | 21               | 21               |                  |  |    |                     |                       |                |                |                |  |  |             |                     |             |             |             |  |  |              |                 |              |              |              |
| 26               | Bergmann / Harms        | 13               | 13               |                  |  |    | 1                   | Mol / Sørum           | 22             | 21             |                |  |  |             |                     |             |             |             |  |  |              |                 |              |              |              |
| 24               | Solberg / Vitor Felipe  | 19               | 18               |                  |  | 23 | Pļaviņš / Točs      | 20                    | 17             |                |                |  |  |             |                     |             |             |             |  |  |              |                 |              |              |              |
| 23               | Pļaviņš / Točs          | 21               | 21               |                  |  |    |                     |                       |                |                |                |  |  | 1           | Mol / Sørum         | 21          | 21          |             |  |  |              |                 |              |              |              |
| 16               | Evandro / Bruno Schmidt | 19               | 18               |                  |  |    |                     |                       |                |                |                |  |  | 8           | Nicolai / Lupo      | 13          | 11          |             |  |  |              |                 |              |              |              |
| 29               | Allen / Slick           | 21               | 21               |                  |  |    | 29                  | Allen / Slick         | 25             | 21             | 13             |  |  |             |                     |             |             |             |  |  |              |                 |              |              |              |
| 36               | Salemi / Valiki         | 16               | 21               | 7                |  | 8  | Nicolai / Lupo      | 27                    | 18             | 15             |                |  |  |             |                     |             |             |             |  |  |              |                 |              |              |              |
| 8                | Nicolai / Lupo          | 21               | 16               | 15               |  |    |                     |                       |                |                |                |  |  |             |                     |             |             |             |  |  | 1            | Mol / Sørum     | 21           | 16           | 12           |
| 20               | Alison / Álvaro Filho   | 21               | 21               |                  |  |    |                     |                       |                |                |                |  |  |             |                     |             |             |             |  |  | 12           | Thole / Wickler | 17           | 21           | 15           |
| 14               | Pedlow / Schachter      | 18               | 14               |                  |  |    | 20                  | Alison / Álvaro Filho | 14             | 15             |                |  |  |             |                     |             |             |             |  |  |              |                 |              |              |              |
| 19               | Brouwer / Meeuwsen      | 21               | 19               |                  |  | 12 | Thole / Wickler     | 21                    | 21             |                |                |  |  |             |                     |             |             |             |  |  |              |                 |              |              |              |
| 12               | Thole / Wickler         | 23               | 21               |                  |  |    |                     |                       |                |                |                |  |  | 12          | Thole / Wickler     | 21          | 21          |             |  |  |              |                 |              |              |              |
| 15               | Ljamin / Myskiv         | 21               | 15               | 16               |  |    |                     |                       |                |                |                |  |  | 6           | Dalhausser / Lucena | 18          | 17          |             |  |  |              |                 |              |              |              |
| 22               | Doppler / Horst         | 14               | 21               | 14               |  |    | 15                  | Ljamin / Myskiv       | 15             | 17             |                |  |  |             |                     |             |             |             |  |  |              |                 |              |              |              |
| 6                | Dalhausser / Lucena     | 21               | 21               |                  |  | 6  | Dalhausser / Lucena | 21                    | 21             |                |                |  |  |             |                     |             |             |             |  |  |              |                 |              |              |              |
| 4                | Cherif / Tijan          | 18               | 15               |                  |  |    |                     |                       |                |                |                |  |  |             |                     |             |             |             |  |  |              |                 |              |              |              |

### Onderste helft
| Zestiende finale | Zestiende finale          | Zestiende finale | Zestiende finale | Zestiende finale |  |    | Achtste finale | Achtste finale            | Achtste finale | Achtste finale | Achtste finale |  |  | Kwartfinale | Kwartfinale               | Kwartfinale | Kwartfinale | Kwartfinale |  |  | Halve finale | Halve finale              | Halve finale | Halve finale | Halve finale |
|                  |                           |                  |                  |                  |  |    |                |                           |                |                |                |  |  |             |                           |             |             |             |  |  |              |                           |              |              |              |
| 3                | Stojanovski / Krasilnikov | 21               | 29               |                  |  |    |                |                           |                |                |                |  |  |             |                           |             |             |             |  |  |              |                           |              |              |              |
| 28               | Perušič / Schweiner       | 13               | 27               |                  |  |    | 3              | Stojanovski / Krasilnikov | 21             | 21             |                |  |  |             |                           |             |             |             |  |  |              |                           |              |              |              |
| 7                | Gibb / Crabb              | 21               | 21               |                  |  | 7  | Gibb / Crabb   | 13                        | 18             |                |                |  |  |             |                           |             |             |             |  |  |              |                           |              |              |              |
| 9                | Herrera / Gavira          | 16               | 17               |                  |  |    |                |                           |                |                |                |  |  | 3           | Stojanovski / Krasilnikov | 21          | 21          |             |  |  |              |                           |              |              |              |
| 35               | Heidrich / Gerson         | 11               | 13               |                  |  |    |                |                           |                |                |                |  |  | 45          | Rossi / Carambula         | 16          | 16          |             |  |  |              |                           |              |              |              |
| 45               | Rossi / Carambula         | 21               | 21               |                  |  |    | 45             | Rossi / Carambula         | 21             | 21             |                |  |  |             |                           |             |             |             |  |  |              |                           |              |              |              |
| 32               | Seidl / Waller            | 22               | 21               | 15               |  | 32 | Seidl / Waller | 18                        | 15             |                |                |  |  |             |                           |             |             |             |  |  |              |                           |              |              |              |
| 30               | Saxton / O'Gorman         | 24               | 15               | 8                |  |    |                |                           |                |                |                |  |  |             |                           |             |             |             |  |  | 3            | Stojanovski / Krasilnikov | 21           | 19           | 15           |
| 18               | Kantor / Łosiak           | 13               | 17               |                  |  |    |                |                           |                |                |                |  |  |             |                           |             |             |             |  |  | 13           | Bourne / Crabb            | 13           | 21           | 11           |
| 5                | Semjonov / Lesjoekov      | 21               | 21               |                  |  |    | 5              | Semjonov / Lesjoekov      | 18             | 18             |                |  |  |             |                           |             |             |             |  |  |              |                           |              |              |              |
| 13               | Bourne / Crabb            | 15               | 21               | 15               |  | 13 | Bourne / Crabb | 21                        | 21             |                |                |  |  |             |                           |             |             |             |  |  |              |                           |              |              |              |
| 39               | Ehlers / Flüggen          | 21               | 19               | 10               |  |    |                |                           |                |                |                |  |  | 13          | Bourne / Crabb            | 16          | 21          | 17          |  |  |              |                           |              |              |              |
| 11               | Samoilovs / Šmēdiņš       | 21               | 15               | 15               |  |    |                |                           |                |                |                |  |  | 17          | André / George            | 21          | 15          | 15          |  |  |              |                           |              |              |              |
| 17               | André / George            | 17               | 21               | 17               |  |    | 17             | André / George            | 21             | 15             | 15             |  |  |             |                           |             |             |             |  |  |              |                           |              |              |              |
| 33               | Durant / Schumann         | 16               | 19               |                  |  | 2  | Fijałek / Bryl | 16                        | 21             | 11             |                |  |  |             |                           |             |             |             |  |  |              |                           |              |              |              |
| 2                | Fijałek / Bryl            | 21               | 21               |                  |  |    |                |                           |                |                |                |  |  |             |                           |             |             |             |  |  |              |                           |              |              |              |

1997 ·
1999 ·
2001 ·
2003 ·
2005 ·
2007 ·
2009 ·
2011 ·
2013 ·
2015 ·
2017 ·
2019 ·
2022 ·
2023